# فاشية جديدة

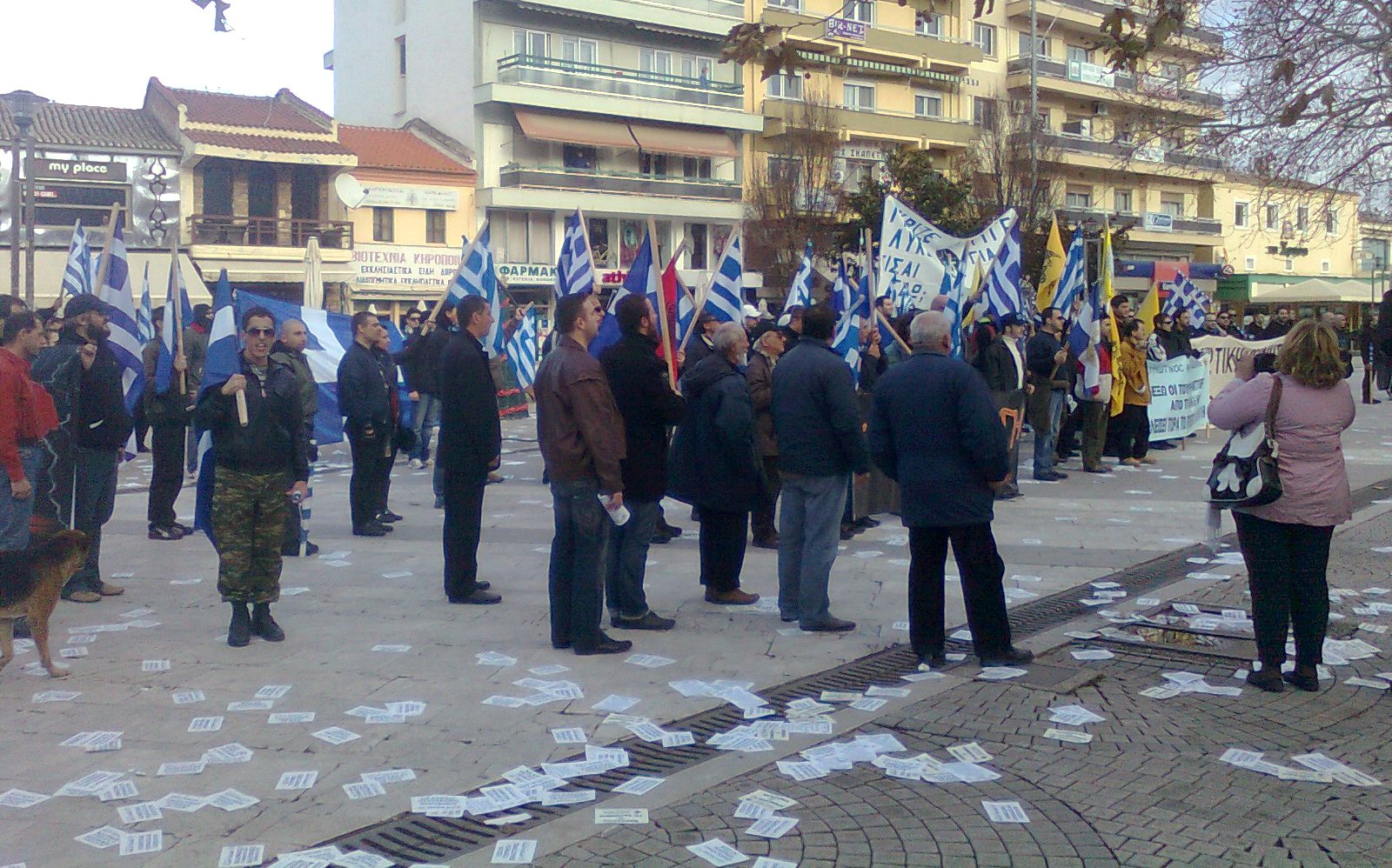

الفاشية الجديدة أو النيوفاشية هي إيديولوجية ظهرت في فترة ما بعد الحرب العالمية الثانية تتضمن عناصرًا أساسية من الفاشية. تتضمن الفاشية الجديدة عادةً العصبية القومية والتفوق العرقي والشعبوية والأوتوقراطية والأهلانية ورُهاب الأجانب ومعارضة الهجرة إضافة لمعارضة الديمقراطية الليبرالية والتمثيل البرلماني والرأسمالية والليبرالية والماركسية والشيوعية والاشتراكية.
قد يصبح اتهام مجموعة ما بأنها نيوفاشية متنازعًا عليه بشدة لا سيما إن استُخدم المصطلح كنعت سياسي. وُصفت بعض أنظمة ما بعد الحرب العالمية الثانية كأنظمة فاشية جديدة بسبب طبيعتها الأوتوقراطية وأحيانًا بسبب افتتانها وتعاطفها مع الطقوس والأيديولوجية الفاشية.
طُبق مصطلح ما بعد الفاشية على عدة أحزاب سياسية أوروبية التي تتبنى شكلًا معتدلًا من الفاشية وتشارك في السياسة الدستورية.

## خلفية تاريخية
وفقًا ليان إيفيس كامو ونيكولاس ليبورغ، ظهرت الأيديولوجية الفاشية الجديدة عام 1942، بعدما أطلق الرايخ الثالث حملة غزو اتحاد الجمهوريات الاشتراكية السوفيتية وقرر إعادة توجيه بروباغندته على أرض أوروبية. أصبحت أوروبا بعد ذلك بمثابة الخرافة واليوتوبيا للنيوفاشيين الذين تخلوا عن النظريات السابقة للتفاوت العرقي داخل العرق الأبيض حتى يتشاركوا موقفًا أوروبيًا قوميًا بعد الحرب العالمية الثانية، تجسدت أوروبا في سياسة أوزفالد موسلي كأمة. بالتالي يمكن رسم التسلسل الزمني التالي: حمل أيديولوجي قبل عام 1919 والتجربة التاريخية للفاشية بين 1919 و1942 المتكشفة في عدة مراحل وأخيرًا الفاشية الجديدة من 1942 فصاعدًا.
بعد أخذ الإلهام من الجمهورية الإيطالية الاشتراكية (1943-1945)، أخذت الفاشية الجديدة المؤسساتية شكل الحركة الإيطالية الاجتماعية (1946-1995). أصبحت تلك الحركة إحدى النقاط المرجعية الأساسية لليمين الأوروبي المتطرف حتى نهاية ثمانينيات القرن العشرين و«كانت المثال الأفضل (والوحيد) لحزب فاشي جديد» بكلمات عالم السياسة كاس مودي. بعد إطلاق الحركة الاجتماعية الإيطالية، أسِست الحركة الاجتماعية الأوروبية عام 1951 كمنظمة في عموم أوروبا بعقلية المجموعات والشخصيات الفاشية الجديدة مثل كتائب فرانكو وموريس بارديشيه وبير إنغدال وأوزفالد موسلي. دعت منظمات أخرى مثل أمة الشباب في نهاية خمسينيات القرن العشرين إلى تمرد خارج البرلمان يمتد إلى استراتيجيات ما قبل الحرب المتبقية. كانت القوة الدافعة الأساسية للحركات الفاشية الجديدة ما رأوه دفاعًا عن الحضارة الغربية من تصاعد كل من الشيوعية والعالم الثالث وفي بعض الحالات خسارة الإمبراطورية الاستعمارية.

في عام 1961، أعاد بارديشيه تعريف الفاشية في كتاب اعتُبر مؤثرًا على اليمين المتطرف جدًا بعنوان ما الفاشية؟ حاجج في الكتاب أن الفاشيين السابقين ارتكبوا خطأين أساسيين: ركزوا جهودهم على الطرق بدلًا من الفكرة الأصلية؛ واعتقدوا بصورة خاطئة أن المجتمع الفاشي يمكن الوصول له من خلال الدولة-الأمة كمعارضة لتركيب أوروبا. وفقًا له، كان يمكن للفاشية أن تبقى في القرن العشرين في ستار ميتاسياسي لو نجح منظروها في بناء طرق ابتكارية متوافقة مع التغير في عصرهم: كانت النية هي ترويج جوهر المشروع الفاشي السياسي الثقافي بدلًا من المحاولات الفارغة لإعادة إحياء أنظمة محكوم عليها بالفشل:
«لا تُعد أشياء مثل الحزب الواحد والشرطة السرية والاستعراضات الشعبية للقيصرية وحتى ظهور الفوهرر من سمات الفاشية بالضرورة. ]...[ تخضع الطرق الفاشية المشهورة للتنقيح وستستمر بخصوعها للتنقيح. إن الفكرة التي خلقتها الفاشية لنفسها حول الإنسان والحرية أهم من الآلية. ]...[ باسم آخر وقوة أخرى ودون شيء يخون إسقاط الماضي وبشكل طفل لا نميزه وبرأس ميندوزا شابة سيُولد نظام أسبرطة من جديد: وللمفارقة سيكون، دون شك، الحصن الأخير للحرية وحلاوة العيش».

موريس بارديشيه: ما الفاشية. ص ص 175-176.
في روح إستراتيجية بارديشيه للتمويه من خلال منصة التغيير، طورت الحركة الاجتماعية الإيطالية سياسة الإدراج أو الدخولية التي ترتكز على كسب قبول سياسي من خلال التعاون مع الأحزاب الأخرى داخل النظام الديمقراطي. في السياق السياسي للحرب الباردة، بدأت مناهضة الشيوعية تحل محل مناهضة الفاشية كاتجاه مسيطر في الديمقراطيات الليبرالية. في إيطاليا، أصبحت الحركة الاجتماعية الإيطالية مجموعة داعمة في البرلمان للحكومة المسيحية الديمقراطية في نهاية الخمسينيات وبداية الستينيات ولكنها أجبرت على التراجع إلى غيتو سياسي بعد مظاهرات مناهضة للفاشية وصدامات عنيفة في الشارع حدثت بين المجموعات الراديكالية ما أدى إلى زوال حكومة تامبروني ذات الفترة القصيرة التي دعمتها الفاشية في يوليو 1960.

## الأسباب والتوصيف
أشار عدد من المؤرخين وعلماء السياسة إلى أن الأوضاع في عدد من الدول الأوروبية في الثمانينيات والتسعينيات - لا سيما فرنسا وألمانيا وإيطاليا - كانت من بعض النواحي المهمة مماثلة للظروف في أوروبا في الفترة ما بين الحرب العالمية الأولى والحرب العالمية الثانية التي أدت إلى ظهور الفاشية بأشكالها القومية المتعددة. كانت الأزمات الاقتصادية المستمرة، بما في ذلك ارتفاع معدلات البطالة وعودة ظهور القومية وزيادة الصراعات العرقية والضعف الجيوسياسي للأنظمة القومية، كلها موجودة، ورغم عدم وجود تطابق دقيق بين الإثنين، إلا أن الظروف كانت متشابهة بما يكفي لتعزيز بداية حركة فاشية جديدة هي الفاشية الجديدة. لأن القومية الشديدة هي دائمًا جزء من الفاشية الجديدة، فإن الأحزاب التي تتكون منها هذه الحركة ليست لعموم أوروبا، ولكنها خاصة بكل بلد ينشأ فيها؛ بخلاف ذلك، تشترك الأحزاب الفاشية الجديدة والجماعات الأخرى في العديد من السمات الأيديولوجية.
من المؤكد أنها فاشية بطبيعتها، يزعم البعض أن هناك اختلافات بين الفاشية الجديدة وما يمكن تسميته بالفاشية التاريخية، أو نوع الفاشية الجديدة الذي ظهر في أعقاب الحرب العالمية الثانية مباشرة. يدعي بعض المؤرخين أن الأحزاب الفاشية الجديدة المعاصرة ليست مناهضة للديمقراطية، لأنها تعمل في إطار النظام السياسي لبلدها. يشك علماء آخرون في ما إذا كان هذا فرقًا مهمًا بين الفاشية الجديدة والفاشية التاريخية، إذ أشاروا إلى أن هتلر عمل ضمن النظام السياسي الموجود لجمهورية فايمار للحصول على السلطة، رغم أن التعيين الرئاسي تطلب عملية دستورية معادية للديمقراطية لكنها دستورية بدلًا من الانتخاب من خلال الرايخستاغ. يشير آخرون إلى أن النيوفاشيين الحاليين ليسوا أوتوقراطيين بطبيعتهم، ولكن يبدو أن تنظيم أحزابهم على غرار حزب مبدأ الفوهرر يشير إلى غير ذلك. يزعم المؤرخ ستانلي جي باين أن الاختلافات في الظروف الحالية مقارنة بسنوات ما بين الحربين العالميتين، وتعزيز الديمقراطية في الدول الأوروبية منذ نهاية الحرب يمنع عودة عامة للفاشية التاريخية، ويؤدي إلى ظهور مجموعات فاشية جديدة حقيقية تكون صغيرة وتبقى على الهامش. بالنسبة لباين، فإن مجموعات مثل الجبهة الوطنية في فرنسا ليست فاشية جديدة بطبيعتها، ولكنها مجرد أحزاب يمينية راديكالية ستعمل، بمرور الوقت، على تعديل مواقفها من أجل تحقيق نصر انتخابي.
تعد مشكلة المهاجرين -الشرعيين وغير الشرعيين (أو غير النظاميين)- سواء أطلِق عليهم الأجانب أو العمال الأجانب أو اللاجئين الاقتصاديين أو الأقليات العرقية أو طالبي اللجوء أو الخارجيين، جوهر القضية الفاشية الجديدة، وترتبط ارتباطًا وثيقًا بمذهبهم الوطني والتطرف القومي وكراهية الأجانب، لكن التفاصيل تختلف إلى حد ما من بلد إلى آخر بسبب الظروف السائدة. بشكل عام، يكون الدافع المناهض للمهاجرين قويًا عندما يكون الاقتصاد ضعيفًا أو ترتفع معدلات البطالة، ويخشى الناس أن يأخذ الغرباء وظائفهم. لهذا السبب، تتمتع الأحزاب الفاشية الجديدة بقدر أكبر من الجاذبية الانتخابية خلال الأوقات الاقتصادية الصعبة. مرة أخرى، تعكس هذه المشكلة الوضع في سنوات ما بين الحربين العالميتين، عندما عانت ألمانيا، على سبيل المثال، من تضخم مفرط لا يُصدق وأدى إلى هدر الكثير من الناس لمدخراتهم. في أوروبا المعاصرة، ترى الأحزاب السياسية السائدة الميزة الانتخابية التي تحصل عليها أحزاب الفاشية الجديدة واليمينية المتطرفة من تركيزها القوي على المشكلة المفترضة للغريب، ومن ثم تميل إلى استمالة القضية من خلال الانتقال إلى اليمين إلى حد ما في قضية المهاجرين، على أمل جذب بعض الناخبين من اليمين المتطرف. في ظل غياب حركة اشتراكية قوية في أوروبا ما بعد الحرب، فإن هذا يميل إلى تحريك المركز السياسي إلى اليمين بشكل عام.
في حين أن كلا من الفاشية التاريخية والفاشية الجديدة المعاصرة تكرهان الأجانب والمسلمين وتعاديان المهاجرين، فإن قادة الفاشية الجديدة يحرصون على عدم تقديم هذه الآراء بطريقة قوية للغاية لرسم أوجه تشابه واضحة مع الأحداث التاريخية. وهكذا فإن كلًا من جان ماري لوبان من الجبهة الوطنية الفرنسية وحزب الحرية النمساوي بزعامة يورغ هايدر، على حد تعبير المؤرخ توني جودت، «كشفوا عن تحيزاتهم بشكل غير مباشر فقط». وبالتالي لن يُوبخ اليهود كمجموعة، ولكن سيُسمى شخص على وجه التحديد باعتباره خطرًا ويُصادف أنه يهودي. يعد التقديم العلني لقادتهم أحد الاختلافات الرئيسية بين النيوفاشيين والفاشيين التاريخيين: فقد صُقلت برامجهم وحُدثت لجذب الناخبين، أيديولوجية يمينية متطرفة ذات قشرة ديمقراطية. لا يظهر النيوفاشيون في جزم وسترات بنية اللون، بل يرتدون البدلات وربطات العنق. الاختيار متعمد، إذ يعمل قادة المجموعات المختلفة على تمييز أنفسهم عن القادة المتوحشين للفاشية التاريخية، وأيضًا لإخفاء أي سلالات وعلاقات تربط القادة الحاليين بالحركات الفاشية التاريخية. عندما تُنشر، كما حدث في حالة هايدر، يمكن أن يؤدي ذلك إلى تدهورها وسقوطها.

## شبكات دولية
تأسس التحالف الفاشي الجديد للنظام الأوروبي الجديد في عام 1951 بهدف تعزيز القومية الأوروبية. كانت مجموعة انشقاق أكثر راديكالية من الحركة الاجتماعية الأوروبية. نشأ النظام الأوروبي الجديد في مؤتمر مالمو عام 1951 عندما رفضت مجموعة من المتمردين بقيادة رينيه بينيت وموريس بارديش الانضمام إلى الحركة الاجتماعية الأوروبية، إذ رأوا أنها لا تشمل ما يكفي من قضايا العنصرية ومناهضة الشيوعية. نتيجة لذلك، انضم بينيت إلى غاستون أرماند أماودروز في اجتماع آخر من العام نفسه في زيورخ لإنشاء جماعة ثانية تعهدت بشن حرب على الشيوعيين وغير البيض.
تعاونت العديد من أنظمة الحرب الباردة والحركات الفاشية الجديدة الدولية على القيام ببعض العمليات كالاغتيالات وتفجيرات الراية المزيفة. شارك ستيفانو ديلي شياي، الذي تورط في فترة سنوات الرصاص في إيطاليا، في عملية كوندور، ونظم محاولة اغتيال الديمقراطي التشيلي المسيحي برناردو ليتون في عام 1976. هرب فينسينزو فينسيغيرا إلى إسبانيا الفرانكوية بمساعدة الاستخبارات الإيطالية عقب هجوم بيتانو عام 1972 والذي حُكم عليه بالمؤبد بسببه. أدلى فينسيغيرا وشياي بشهادتهما في روما في ديسمبر 1995 أمام القاضية ماريا سيرفيني دي كوبيا، فذكر فينسيغيرا أن إنريكي أرانسيبيا كلافل (وهو عميل سابق في الشرطة السرية التشيلية حوكم بتهمة ارتكاب جرائم ضد الإنسانية في عام 2004) وعميل دائرة المخابرات الوطنية مايكل تاونلي متورطان بشكل مباشر في اغتيال الجنرال كارلوس براتس. حُكم على مايكل تاونلي في إيطاليا بالسجن لمدة 15 عامًا لقيامه بدور الوسيط بين دائرة المخابرات الوطنية والفاشيين الإيطاليين الجدد.
شارك في عملية كوندور، التي استهدفت المعارضين السياسيين في جميع أنحاء العالم، كل من إسبانيا الفرانكوية وتشيلي بقيادة أوغستو بينوشيه، وباراغواي بقيادة ألفريدو سترويسنر. خلال الحرب الباردة، تمخض عن هذه العمليات الدولية تعاون بين مختلف العناصر الفاشية الجديدة التي اضطلعت في الحملات الصليبية ضد الشيوعية. أُدين الإرهابي المناهض لفيدل كاسترو، لويس بوسادا كاريليس بتفجير طائرة كوبانا 455 في 6 أكتوبر 1976. وفقًا لما ورد عن صحيفة ميامي هيرالد، خُطّط هذا التفجير في نفس الاجتماع الذي تقرر خلاله استهداف الوزير التشيلي السابق أورلاندو ليتيلير، والذي اغتيل في 21 سبتمبر 1976. كتب كاريليس في سيرته الذاتية «لم يقاوم الكوبيون طغيانًا مستبدًا، ولا نظامًا معينًا من أراضي أجدادهم، ولكنهم واجهوا عدوًا كبيرًا مقدمته موسكو، مع امتداد مخالبه بشكل خطير إلى جميع الأرض.»

## أوروبا

### إيطاليا
في أعقاب الحرب العالمية الثانية، انقسمت إيطاليا على نطاق واسع إلى كتلتين سياسيتين: الديمقراطيون المسيحيون الذين ترأسوا السلطة حتى تسعينيات القرن العشرين، والحزب الشيوعي الإيطالي الذي تمتع بقوة كبيرة بعد الحرب مباشرة وحظي بإجماع كبير خلال سبعينيات القرن العشرين.
مع بداية الحرب الباردة، تغاضت الحكومتان الأمريكية والبريطانية عن رفض السلطات الإيطالية طلبات تسليم مجرمي الحرب الإيطاليين إلى يوغوسلافيا، وخشيت أن يعود ذلك بالنفع على الحزب الشيوعي الإيطالي. مع عدم اتخاذ أي إجراء مثل محاكمات نورنبيرغ المتعلقة بجرائم الحرب الإيطالية، استُبعدت ذاكرة الشعوب للجرائم التي ارتكبها الإيطاليون من وسائط الإعلام العامة، ومن الكتب المدرسية في المدارس الإيطالية، وحتى من الخطاب الأكاديمي على الجانب الغربي من الستار الحديدي طيلة فترة الحرب الباردة. طُرد الحزب الشيوعي الإيطالي والحزب الشيوعي الفرنسي من السلطة في مايو 1947، قبل شهر من مؤتمر باريس بشأن خطة مارشال.
في عام 1946، أسست مجموعة من الجنود الفاشيين الحركة الاجتماعية الإيطالية لمواصلة الدعوة لانتهاج أفكار بينيتو موسوليني. ترأس جورجيو ألميرانتي قيادة هذه الحركة، وبقي زعيمًا للحزب حتى وفاته في عام 1988.
على الرغم من الجهود المبذولة في سبعينيات القرن العشرين من أجل التوصل إلى «حل وسط تاريخي» بين الحزب الشيوعي الإيطالي والديمقراطيين المسيحيين، لم يكن للحزب الشيوعي الإيطالي دور في السلطة التنفيذية حتى ثمانينات القرن العشرين. في ديسمبر 1970، خطط جونيو فاليريو بورغيزي وستيفانو ديلي شياي، لانقلاب بورغيس الذي كان من المفترض أن يقيم نظامًا فاشيًا جديدًا. شاركت جماعات الفاشية الجديدة في مختلف الهجمات الإرهابية المزيفة التي حدثت ابتداء بمذبحة بيازا فونتانا في ديسمبر 1969، والتي أُدين فينسينزو فينسيغيرا بسببها، وغالبًا ما يُعتقد أن هذه الجماعات توقفت عقب تفجير سكة حديد بولونيا في عام 1980. خلص تقرير برلماني صدر في عام 2000 عن ائتلاف شجرة الزيتون في الوسط اليساري إلى أن «إستراتيجية التوتر حظيت بدعم الولايات المتحدة لغرض عرقلة الحزب الشيوعي الإيطالي، والحزب الاشتراكي الإيطالي بدرجة أقل، من الوصول إلى السلطة التنفيذية.»
منذ تسعينيات القرن العشرين، كان التحالف الوطني، بقيادة جيانفرانكو فيني، العضو السابق في الحركة الاجتماعية الإيطالية، ينأى بنفسه عن الموسولينية والفاشية، وبذل جهودًا لتحسين علاقاته مع الجماعات اليهودية، وغادره العديد من المقاومين المتشددين، نظرًا لسعيه إلى تقديم نفسه حزبًا يمينيًا محترمًا. انضم فيني إلى حكومة سيلفيو برلسكوني. ضمت الأحزاب الفاشية الجديدة في إيطاليا شعلة تريكولور، والقوة الجديدة، والجبهة الاجتماعية الوطنية، ومنزل باوند. امتلك الإخوة المحافظين الوطنيين في إيطاليا، وهم الورثة الرئيسيون للحركة الاجتماعية الإيطالية والتحالف الوطني، بعض الفصائل الفاشية الجديدة ضمن تنظيمهم الداخلي.